# Нација избеглица
Нација избеглица или Избегличка нација је предлог из 2015. да се створи нова нација у коју ће се добровољно преселити светска избегличка популација ради решавања кризе. Према проценама Уједињених нација из 2015, у свету има око 82 милиона избеглица и интерно расељених лица.

## Предлог
Пројекат Нације избеглица је у јуну 2015. покренуо Џејсон Бузи који је добио опсежну медијску покривеност у јулу 2015, почевши од чланка у The Washington Post-у.
У свом предлогу, Бузи је понудио низ алтернатива за начин стварања Нације избеглица, укључујући:
1. Куповину ненасељених острва из земље као што су Филипини или Индонезија.
2. Поклањање или продају земље у сврху успостављања избегличке нације од стране државе са пуно насељиве, али неискоришћене земље. Један пример је Финска.
3. Прихватање неке мале острвске државе која је слабо насељена да постане избегличка нација. Садашњи грађани би добили значајне финансијске бенефиције.
4. Прављење нових острва у међународним водама као домовина за избеглице.

## Финансирање
Предложено је да финансирање за Нацију избеглица обезбеде владе, невладине организације, Уједињене нације или приватне донације. Џејсон Бузи, успешан инвеститор у некретнине у Заливској области Сан Франциска, раније је стекао позитивно покриће штампе као добротвор иза мултиградског пројекта Хиден Кеш из 2014. Са Нацијом избеглица, Бузи је израдио почетни предлог, успоставио онлајн присуство (www.refugeenation.org Архивирано на веб-сајту  (17. децембар 2017)) и свој план промовисао преко ПР агенције.
У октобру 2015. године, Нација избеглица је покренула краудфандинг кампању са циљем прикупљања више милијарди долара за куповину земље или острва као сталног дома за избеглице из света.

## Симболи предложени за нацију
Сиријска избеглица Јара Саид дизајнирала је црвено-наранџасту заставу која подсећа на прслуке за спасавање медитеранских избеглица, а друга, Моутаз Ариан, написао је химну. Иако Међународни олимпијски комитет није дозволио ни једно од тога да га користи Олимпијски тим избеглица на Летњим олимпијским играма 2016, неки од присталица су незванично користили заставу.

Јара Саид је описала заставу:
„Ако сте носили прслук за спасавање као избеглица, осетићете нешто када видите ову заставу... То је једно моћно сећање.”
Од јуна 2021. емоџи заставе је доступан на WhatsApp-у за Android и iOS.

## Остали повезани предлози
Мање од два месеца након што је предлог добио широку медијску покривеност, Нагиб Савирис, египатски милијардер, понудио је да купи острво у Средоземном мору за смештај избеглица које беже од сиријског сукоба.